# Arthur Schnitzler
Arthur Schnitzler (født 15. maj 1862 i Wien, død 21. oktober 1931 sammesteds) var en østrigsk fortæller og dramatiker. Han regnes som en af de vigtigste repræsentanter for perioden Wiener Moderne.